# Saint-Pabu
Saint-Pabu (bret. Sant-Pabu) – miejscowość i gmina we Francji, w regionie Bretania, w departamencie Finistère.
Według danych na rok 1990 gminę zamieszkiwały 1392 osoby, a gęstość zaludnienia wynosiła 140 osób/km² (wśród 1269 gmin Bretanii Saint-Pabu plasuje się na 451. miejscu pod względem liczby ludności, natomiast pod względem powierzchni na miejscu 836.).